# Шок (Па де Кале)
Шок (фр. Chocques) насеље је и општина у североисточној Француској у региону Север-Па д Кале, у департману Па де Кале која припада префектури Бетен.
По подацима из 2011. године у општини је живело 2991 становника, а густина насељености је износила 376,23 становника/km². Општина се простире на површини од 7,95 km². Налази се на средњој надморској висини од 27 метара (максималној 70 m, а минималној 18 m).

## Демографија
| 1962. | 1968. | 1975. | 1982. | 1990. | 1999. | 2011. |
| ----- | ----- | ----- | ----- | ----- | ----- | ----- |
| 3.507 | 3.736 | 3.447 | 3.221 | 2.990 | 2.918 | 2.991 |

График промене броја становника у току последњих година